# Stormyrtjärnen (Råneå socken, Norrbotten, 736050-177488)
Stormyrtjärnen är en sjö i Bodens kommun i Norrbotten och ingår i Råneälvens huvudavrinningsområde. Sjön har en area på 0,044 kvadratkilometer och ligger 131,1 meter över havet.

## Delavrinningsområde
Stormyrtjärnen ingår i det delavrinningsområde (735945-177480) som SMHI kallar för Utloppet av Hatträsket. Medelhöjden är 124 meter över havet och ytan är 4,92 kvadratkilometer. Räknas de 2 avrinningsområdena uppströms in blir den ackumulerade arean 21,81 kvadratkilometer. Vattendraget som avvattnar avrinningsområdet har biflödesordning 4, vilket innebär att vattnet flödar genom totalt 4 vattendrag innan det når havet efter 74 kilometer. Avrinningsområdet består mestadels av skog (54 procent) och sankmarker (18 procent). Avrinningsområdet har 0,75 kvadratkilometer vattenytor vilket ger det en sjöprocent på 15,2 procent.